# Valerie Fleming
Valerie Fleming (ur. 18 grudnia 1976 w San Francisco) – amerykańska bobsleistka, srebrna medalistka olimpijska oraz czterokrotna medalistka mistrzostw świata.

## Kariera
Pierwszy sukces w karierze osiągnęła w 2005 roku, kiedy wspólnie z Shauną Rohbock zdobyła brązowy medal w dwójkach na mistrzostwach świata w Calgary. W tym samym składzie reprezentantki USA zdobyły też kolejny brązowy medal podczas mistrzostw świata w St. Moritz w 2007 roku oraz srebro na mistrzostwach świata w Königssee w 2011 roku. W międzyczasie Fleming zdobyła też brązowy medal w konkurencji mieszanej na mistrzostwach świata w Lake Placid w 2009 roku. W 2006 roku wzięła udział w igrzyskach olimpijskich w Turynie, w parze z Rohbock zdobywając srebrny medal w dwójkach. Był to jej jedyny start olimpijski.